# Andělská Hora (Karlovy Vary)
Andělská Hora é uma comuna checa localizada na região de Karlovy Vary, distrito de Karlovy Vary‎.